# Асимметрия (роман)
Асимметрия (англ. Asymmetry) — первый роман американского автора Лизы Халлидей, опубликованный в феврале 2018 года издательством Simon & Schuster. Роман получил признание критиков, поскольку The New Yorker назвал его «литературным явлением» а The New York Times включил его в список «15 замечательных книг женщин, которые формируют то, как мы читаем и пишем художественную литературу в 21-м веке». Барак Обама включил книгу в свой рейтинг лучших книг с 2018 года.

## Сюжет
Книга состоит из трех частей, события которых разворачиваются в разные периоды 2000-х годов.

### Часть 1: Вздор (Folly)
25-летняя Алиса, работающая в издательской компании, завела роман с известным писателем Эзрой Блейзером. Они оба живут и работают в Нью-Йорке, и их личная история развивается вместе с мировой историей, так как многие мировые события происходят на заднем плане, наиболее заметно начало войны в Ираке. Поскольку Блейзер очень известен, они проводят большую часть своего времени в его квартире, часто смотрят телевизор и обсуждают плей-офф ALCS 2003 и 2004 годов между Red Sox и Yankees.

### Часть 2: Безумие (Madness)
Рождество 2008 года, Амар Джафари, американский гражданин иракско-курдского происхождения, задержан для допроса в аэропорту Хитроу в Лондоне по пути в Ирак. Во время его задержания он вспоминает свою жизнь в Америке, свои поездки в Ирак во время войны и своего пропавшего без вести брата, доктора, который научился играть на пианино в детстве в Америке.

### Часть 3: Диски необитаемого острова Эзры Блейзер (Ezra Blazer’s Desert Island Discs)
Прошло ещё много лет, и во время радиоинтервью с BBC в 2011 году мы узнаём, что Эзра Блейзер наконец-то получил Нобелевскую премию по литературе. Во время интервью он упоминает, что его молодой друг написал небольшой роман, намекая, что история Амара — «творческий побег из тюрьмы Алисы».